# Geokichla schistacea
Geokichla schistacea е вид птица от семейство Turdidae. Видът е почти застрашен от изчезване.

## Разпространение
Разпространен е в Индонезия.